# Lybska rätten

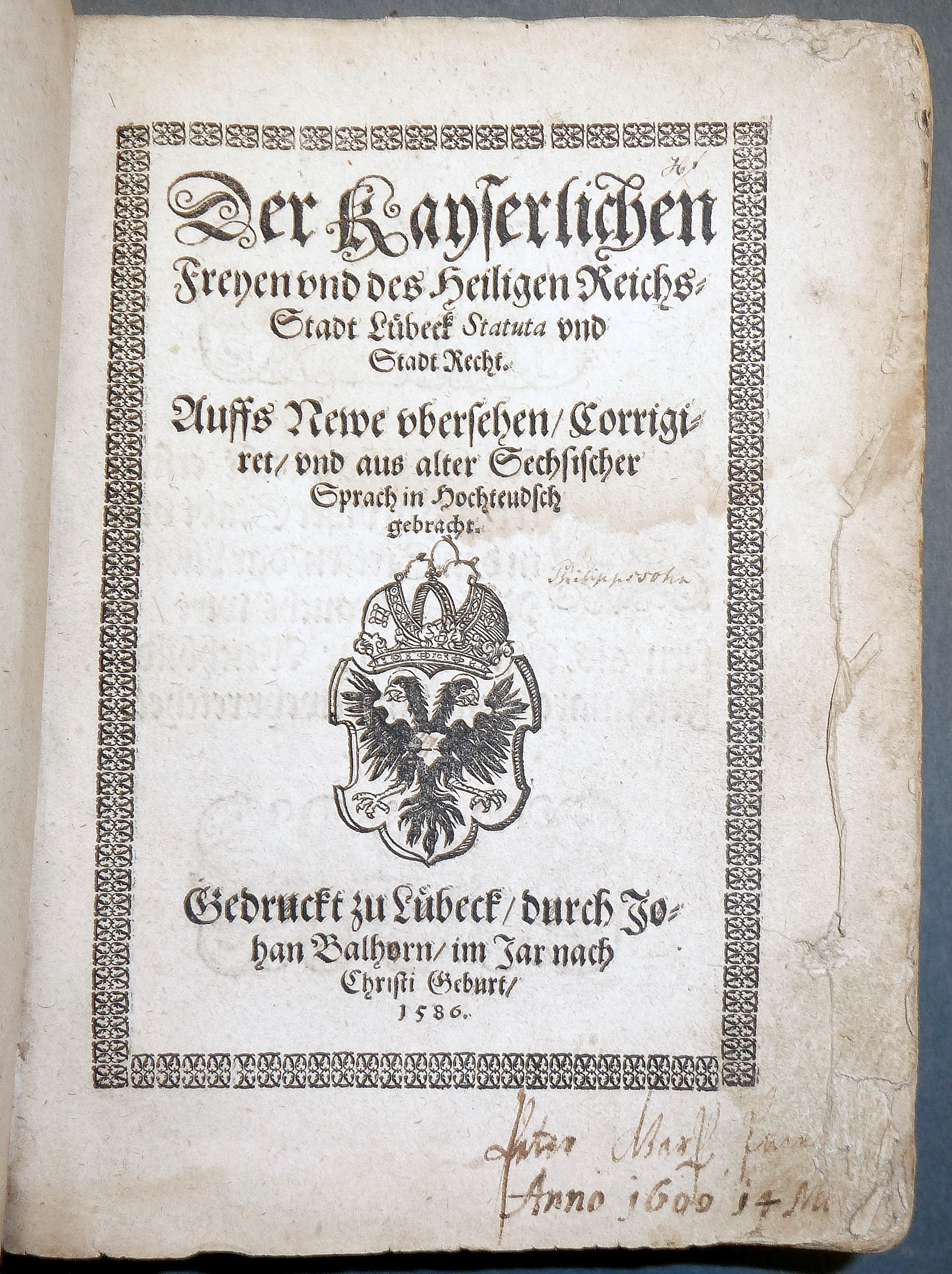
Tryckt utgåva av staden Lübecks lag från 1586. Denna utgåva av Johann Balhorn d.y. var den första som trycktes på högtyska.

Lybska rätten, tyska: Lübisches Recht, polska: Prawo lubeckie, estniska: Lübecki õigus, var en uppsättning av tyska stadslagar som användes av över 100 städer i Östersjöområdet under medeltiden och var i bruk fram till och med slutet av 1800-talet. Lagarna var baserade på de lagar som gällde i den Fria riksstaden Lübeck. På tyska används begreppet Lübeckisches Recht, "Lübecksk rätt", om den ursprungliga version av lagarna som gällde i staden Lübeck själv.

## Historia
Hertigen Henrik Lejonet av Sachsen gav staden Lübeck olika privilegier, bland dessa stadsprivilegier enligt staden Soests rätt 1160, som under det lybska rådet utvecklades till det som idag kallas Lybska rätten. Den förenar inslag från den westfaliska landsrätten och den holsteinska landsrätten, med inslag av de redan under vikingatiden gällande sjörättsliga principerna. Inom sjörätten anpassades lagen till den praxis som användes bland gotländska sjöfarare, och i och med lagstiftningen kom köpmännen från Lübeck att lyda under samma rätt.
Den lybska rätten var den enda lagen baserad på germansk rätt inom det Tysk-romerska riket som inte anpassades till romersk rätt, utan förblev i huvudsak giltig inom Tyskland fram till och med 1800-talet.
En kodex med rätten sammanställdes 1294 på begäran av kanslern Albert von Bardewik. En ny kodex skrevs 1348 på uppdrag av borgmästaren Tidemann von Güstrow och 1586 trycktes den för första gången på högtyska av Johann Balhorn under namnet Der Kayserlichen Freyen und des Heiligen Reichs Stadt Lübeck Statuta und Stadtrecht. Som författning reviderades den endast två gånger, 1665 och 1669, och förblev med dessa modifikationer giltig som författning för Lübeck fram till 1800-talet. I Tyska kejsardömet avlöstes den slutgiltigt av Bürgerliches Gesetzbuch år 1900.
Oberhof i Lübeck fungerade som appellationsdomstol, för överklaganden av beslut tagna av städer där den lybska rätten gällde.

## Städer med lybsk rätt
Nedan följer ett urval av städer där lybsk rätt har tillämpats. Städerna listas i kronologisk ordning. Nuvarande svenska namn på städerna används, ibland med tyska namn inom parentes.
- 1188: Hamburg (ibland listad som lybsk rätt, det är inte utrett om den hamburgska rätten hade den lybska som förlaga eller om likheten beror på andra nära band)
- 24 juni 1218: Rostock
- 1224: Gdańsk (Danzig)
- 1226: Wittenburg
- 1234: Stralsund
- 1235: Oldenburg in Holstein
- 1236: Plön
- 1238: Bad Oldesloe och Itzehoe
- 1242: Kiel
- 1242: Loitz
- 1243: Tønder
- 1244: Neustadt in Holstein och Bad Segeberg
- 1246: Elbląg (Elbing)
- 1248: Tallinn (Reval)
- 14 maj 1250: Greifswald
- 1250: Rendsburg
- 1252: Tczew (Dirschau)
- 1253: Neukalen och Damgarten
- 1255: Kołobrzeg (Kolberg) och Barth
- 1257: Eutin
- 1258: Klaipėda (Memel)
- 1262: Gryfice (Greifenberg)
- 1266: Koszalin (Köslin)
- 1267: Boizenburg
- 1282: Wolgast och Wilster
- 1 april 1284: Braniewo (Braunsberg)
- 1285: Tribsees
- 1287: Grimmen
- 1292: Anklam (dessförinnan troligen Magdeburgrätten)
- 23 december 1298: Usedom
- 1299: Białogard (Belgard)
- 12 juni 1302: Rakvere (Wesenberg)
- 13 april 1305: Heiligenhafen
- 1309: Nowogard (Naugard)
- 9 september 1310: Słupsk (Stolp)
- 1310: Szczecinek (Neustettin) och Frombork (Frauenburg)[1]
- 21 maj 1312: Darłowo (Rügenwalde)
- omkr. 1313: Polanów (Pollnow)
- 22 maj 1317: Sławno (Schlawe)
- 1335: Połczyn-Zdrój (Polzin)
- 1343: Sianów (Zanow)
- 1613: Bergen auf Rügen
- Haapsalu
- Novgorod
- Wismar
- Riga